# Methanomassiliicoccales
A Methanomassiliicoccales a hetedikként leírt metanogén archearend, a Thermoplasmata rendje. A rend nevét helyenként tévesen többek közt Methanomassilicoccalesként is írják.

## Történet
Eredetileg C rizscsoportként, C rumencsoportként vagy III. rizscsoportként (RC-III) írták le, első javasolt végleges neve a Methanoplasmatales volt, ami nem bizonyult megfelelőnek, mivel e név nem a típusnemzetségből származik. A rendet egyetlen akkor ismert családjával, a Methanomassiliicoccaceaevel együtt 2013-ban nevezték el Iino et al. a Methanomassiliicoccus Dridi et al. 2012 nemzetségről. Borrel et al. 2013-ban a Diaforarchaea főosztályba sorolták. Eredetileg környezeti kládja tagjait a TMEG-hez sorolták.
2016-ban számoltak be Becker et al. arról, hogy butántriolt és pentántriolt tartalmazó lipidjei vannak.
2023-ban írták le Borrel et al. a Methanomethylophilaceae családot típusnemzetségéről, a Methanomethylophilusról.
2024-ben taxonómiáját Xie et al. módosították, például a Methanomassiliicoccus és Methanoplasma nemzetségeket kettébontották,

## Élőhely
Ürülékben, állati emésztőrendszerekben, rizsben, óceáni, felszín alatti anoxiás helyeken élő kozmopolita anaerob archeák.
Ezerlábúakban az utóbélben gyakoribbak lehetnek, mint a középbélben, mivel ott lép fel anoxia és redukáló körülmények, sok ott a fermentációs termék, és csillósok vannak jelen. Ott a középbélétől eltérő stabil közösséget alkotnak.
Kérődzőkben ritkák – az archeák kevesebb mint 1%-át adják –, ellés után mennyiségük a közvetlenül ellés előtihez képest csökken.

## Anyagcsere

### Metanogenezis
Metilcsoportot tartalmazó vegyületeket bont külső hidrogénforrással metánná, és a hidrogéndependens metilotróf metanogének modellje elterjedtségük miatt.
Energiaforrásai többek közt a metil-aminok és a metanol.
Nem sorolhatók be gyakori metanogén csoportokba, vagyis a hidrogenotrófok, az acetiklaszt és a metilotróf metanogének közé, ehelyett vegyesen rendelkeznek ezek típusaival. A metilcsoportot először szubsztrátspecifikus metiltranszferázok viszik át a 2-szulfanil-koenzim M-re (2-szulfanil-CoM), metil-CoM-et adva, melyet a metil-CoM-reduktáz metánná redukál 7-szulfanilheptanoil-treonin-foszfát (szulfanil-koenzim B) elektrondonorral, CoM-S-S-CoB-t adva. Ezek szulfanil-CoM-mé és -CoB-vé való redukciója mechanizmusa ismeretlen.
Nincs ismert citokrómjuk, kinonjuk vagy metanofenazinjuk, ez alapján a metanogenezis biokémiája jelentősen eltér a metanofenazinnal vagy kinonnal és citokrómmal rendelkező metilotróf archeáktól. A bennük Wood–Ljungdahl-út nem teljes, hiányzik a metilága.
A metanogenezist a 2-brómetánszulfonát gátolja.

### Higany
Anaerob környezetekben élő fajai rendelkezhetnek higanymetiláló hgcAB génekkel, ezt állati emésztőrendszerekben Borrel et al. 2017-ben nem észlelték, a kommenzális mikrobiomból feltehetően a metil-higany toxicitása miatt tűnhetett el.

### Bután- és pentántriol-alapú lipidek
Fő lipidjei butántriol-dibifitanil-glicerin-tetraéterek (BDGT), további lipidjei a pentántriol-dibifitanil-glicerin-tetraéterek (PDGT), a glicerin-dibifitanil-diéterek (GDD) és a butántriol-dibifitanil-diéterek (BDD) is. A BDGT-k és PDGT-k a legtöbb más archeában való hiányuk miatt a Methanomassiliicoccales és közeli rokonai észlelésében lehetnek fontosak, a savval hidrolizálható frakcióban a leggyakoribbak. A BDGT-kben jelentősen kevesebb 13C volt a környezetnél, így autotrófok vagy 13C-szegény szubsztrátokban táplálkozó heterotrófok lehetnek.
Heptózalapú glikolipidekkel rendelkezik, melyekről 2016 előtt nem számoltak be archeákban, azonban baktériumokban gyakori poliszacharid-alkotó vegyületek.

## Jelentőség

### Egészségi
Trimetil-amin-bontó fajai csökkentik a trimetil-amin-N-oxid szintjét, csökkentve az atherosclerosis kockázatát.
Nem ismert, hogy hozzájárulnak-e fajai a gyulladáshoz.
Feltehetően a trimetil-amin- és trimetil-amin-oxid-szint-csökkentésben lehetnek fontos archebiotikumok.

### Üvegházhatás
A rumen mikrobiomjában a Thermoplasmatales és rokonai a leggyakoribb metanogének közé tartoznak, így az antropogén metánkibocsátás nagy részét adják.

## Genetika
2024-ig 8 faj teljes genomját írták le tiszta tenyészetekben állati emésztőrendszerekből. Metagenomikai és metatranszkriptomikai adatok alapján a Thermoplasmatales testvércsoportja.
Több anyagcsereút révén szintetizál pirrolizint és B12-vitamint. A pirrolizin 2 lizinből való szintézishez a Methanomassiliicoccales és a Methanosarcinales egyedi jellemzőiként pylCD és a pylS génjei vannak.
A btuC gyakori a Methanomassiliicoccalesben, a többi archeakládban ritka.
BDGT- és PDGT-bioszintézisei útjai ismeretlenek, azonban ismert, hogy az archeaéterlipid-bioszintézisben fontos génekkel rendelkeznek, például a G1P-dehidrogenáz, a 3-O-geranilgeranil-sn-gliceril-1-foszfát- (GGGP) és a digeranilgeranilgliceril-foszfát-szintáz (DGGGP) homológjaival.